# Turopolje

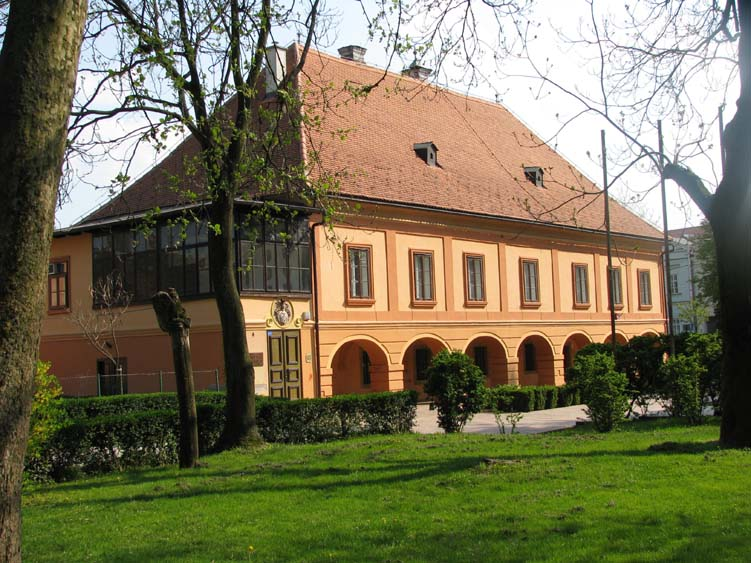
Turopoljemuseet i Velika Gorica.

Turopolje är en region som sträcker sig från Zagreb till Sisak i centrala Kroatien. Turopolje utgör en del av Posavina och huvudorten i regionen är Velika Gorica.